# Cantón de Ducos
El cantón de Ducos (en francés canton de Ducos) era una división administrativa francesa del departamento y de la región de Martinica.

## Composición
El cantón estaba formado por la comuna de Ducos.

## Supresión del cantón
El 31 de diciembre de 2015, el departamento y la región de Martinica fueron suprimidos en aplicación de la ley n.º 2011-884 del 27 de julio de 2011, relativa a las colectividades de Guayana Francesa y Martinica; y específicamente de su artículo 8.º, apartado L558-7. El cantón fue también suprimido.